# 绝缘子 (基因)

绝缘子（英語：insulator）是真核生物基因组的调控元件之一，亦为一种边界元件。功能为阻止临近调控元件，对它所界定基因的启动子起增强或者阻遏的作用。它对增强子的抑制作用具有极性，即只对处于其所在边界另一侧的增强子有抑制作用，而并不能抑制与其处于同一结构域的增强子。